# Louise Swanton Belloc
Louise Swanton Belloc (La Rochelle, 1 de outubro de 1796 — La Celle-Saint-Cloud, 6 de novembro de 1881) foi uma escritora e tradutora francesa.